# Ultimate Warrior Challenge México
Ultimate Warrior Challenge México, comúnmente conocida como UWC México, es una organización de artes marciales mixtas con sede en México, fundada en 2009.
Siendo la empresa de MMA más longeva del país, de UWC han salido nombres como Gabriel Benítez, Raúl Rosas Jr., Jesús Santos Aguilar, Brandon Moreno, Henry Briones, entre otros.

## Historia
Fundada en 2009, Ultimate Warrior Challenge México celebró su primer evento el 28 de febrero en el Auditorio Municipal de Tijuana denominado como UWC: Baja California vs. California, ya que se enfrentaban talentos provenientes de la Península de Baja California y del sur de California.
El 30 de mayo de 2009, en el evento UWC: Furia Cachanilla, se dio a conocer al campeón inaugural de UWC. En la pelea estelar, Akbarh Arreola vencería en cuestión de 49 segundos a Adam Lehman para convertirse en el campeón peso wélter de la empresa.
También en el evento mencionado fue la primera vez en que se efectuó una pelea de mujeres en la historia del MMA mexicano. Allí, Margarita de la Cruz Ramírez y Cristina Marks, quienes hacían su debut como profesionales, se enfrentaron en un duelo equilibrado con Ramírez ganando por sumisión en el primer asalto.
En 2015, poco después de llevarse a cabo el evento UWC México 14, la promoción interrumpió su actividad deportiva por razones desconocidas, lo que ocasionó que sus peleadores fueran a otras promociones nacionales como la Xtreme Fighters Latino; algunos de ellos firmarían en el futuro para LUX Fight League. Pasaron cuatro años para el regreso de UWC, con el evento UWC México 20: Legacy celebrado el 24 de agosto de 2019.
En enero de 2024, el CEO de UWC Alejandro Islas, anunció la renovación de contrato con UFC Fight Pass, plataforma en la que previamente la promoción había transmitido peleas.

## Reglas

### Resultados de un combate
Los combates pueden terminar a través de:
- Sumisión: un peleador palmea la alfombra o a su oponente, expresa verbalmente, o claramente comunica estar sufriendo de dolor (por ejemplo al gritar) a un nivel que hace que el árbitro detenga la pelea.
- KO: un peleador entra en un estado de inconsciencia.
- KO Técnico (TKO): Si el árbitro decide que un peleador no puede continuar, la pelea se declara como un nocaut técnico (TKO).
- Decisión de los jueces: En función de puntuación, un combate puede terminar como:

1. Decisión unánime (los tres jueces votan al mismo peleador).
2. Decisión mayoritaria (dos jueces votan una victoria para un peleador, el tercero vota empate).
3. Decisión dividida (dos jueces votan una victoria para un peleador, el tercero opta por el otro peleador).
4. Empate unánime (los tres jueces votan un empate).
5. Empate mayoritario (dos jueces votan por un empate, el tercer juez vota por una victoria).
6. Empate dividido (un juez vota victoria para un peleador, el segundo vota por una victoria para el otro peleador, y el tercero vota un empate).
7. Empate técnico (el combate finaliza de una manera similar a la de una (decisión técnica), con el resultado de los jueces resulta en un empate).

Los combates también pueden acabar en decisión técnica, empate técnico, descalificación, retiro o sin resultado.

## Campeones actuales
| División           | Peso            | Campeón                | Desde el                       | Defensas del título |
| ------------------ | --------------- | ---------------------- | ------------------------------ | ------------------- |
| Peso pesado        | 120 kg (264 lb) | Jesús Navarrete        | 3 de julio de 2020 (UWC 22)    | 1                   |
| Peso mediano       | 84 kg (185 lb)  | Nayib López            | 28 de julio de 2024 (UWC 54)   | 0                   |
| Peso wélter        | 77 kg (169 lb)  | Adrián Oviedo          | 25 de febrero de 2024 (UWC 51) | 0                   |
| Peso ligero        | 71 kg (156 lb)  | Adriano Nunes          | 28 de julio de 2023 (UWC 46)   | 0                   |
| Peso pluma         | 66 kg (145 lb)  | Dorian Ramos           | 28 de octubre de 2022 (UWX 39) | 3                   |
| Peso gallo         | 61 kg (134 lb)  | Adrián Luna Martinetti | 25 de febrero de 2024 (UWC 41) | 0                   |
| Peso mosca         | 57 kg (125 lb)  | Braián González        | 24 de febrero de 2023 (UWC 51) | 0                   |
| Peso paja femenino | 52 kg (114 lb)  | Vacante                | —                              | —                   |